# リジ・イヤス
リジ・イヤス（ゲエズ語:ኢያሱ Lij Iyasu , 1895年2月4日 - 1935年11月25日）は、エチオピア帝国の皇帝（在位：1913年 - 1916年）。皇帝としての名はイヤス5世だが、後述の経緯で正式な戴冠をしていないため、王族の称号である「リジ」を付けて、リジ・イヤスと呼ばれる。
「イヤス」はゲエズ語・アムハラ語で「旧約聖書」に登場するイスラエル人の長ヨシュアのことである。

## 生涯

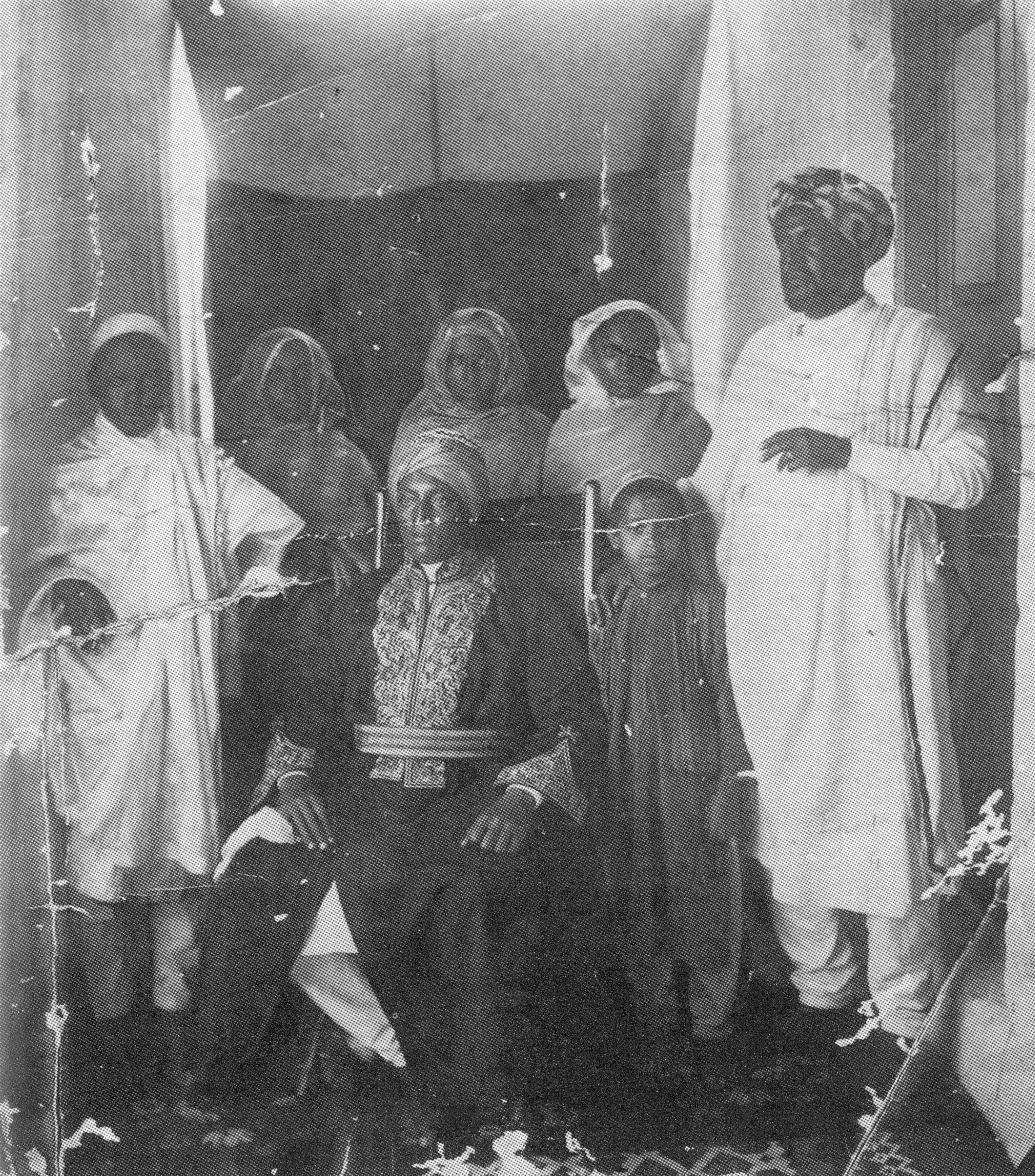
イスラム教徒のターバンを巻いたリジ・イヤス（中央で座っている人物）と、オガデン知事アブドゥラヒ・サディク（右端の人物）。実際にイヤスがイスラームに改宗したかは定かではないが、このような行動が重なり、周囲はイヤスの改宗を疑うようになった。

エチオピア北部ウォロの有力諸侯であったミカエルと、メネリク2世の娘であるショアレッガの子として生まれる。祖父メネリク2世には大いに可愛がられた。メネリク2世には嫡子がおらず、このため1907年にはイヤスが後継者に勅定される。
父ミカエルの出自は、イスラム教徒の多いオロモであり、青年時にメネリク2世から強制されてキリスト教に改宗するまで、イスラム教を信じるムスリムであった。その子であるイヤスも、イスラム教に親しくしていた。この様子を見た諸侯たちは、イヤスがエチオピア正教会を国教として掲げるエチオピアの皇帝に相応しくないとみなした。
メネリク2世は、1909年に脳卒中を起こし、もはや政務が出来る状態ではなくなった。テッセマ・ナデューが摂政となり、イヤスを次期皇帝とする体制となったが、エチオピアの有力諸侯は、イヤスよりも、メネリク2世の娘であるザウディトゥを支持するようになった。テッセマはイヤスに忠実であったが、宰相に任じられた直後から病を患うようになり、1911年に死去した。
メネリク2世は、1913年に死去する。このとき、イヤスはまだ16歳であり、前述のイスラム教と親しい交友関係も合わせて、周囲の信頼を得られておらず、戴冠式は延期となった。しかし、公文書に記される印は、イヤスのものに変わった。イヤスは、父のミカエルを、故郷ウォロの王に親任してエチオピア北部の実力者にした。
イヤスは、先帝であるメネリク2世の近代化政策を引き継ぎ、首都アディスアベバに警察を設置し、刑法を西洋諸国の制度に習って改正した。内政ではエチオピア正教会を圧迫し、外交面では第一次世界大戦でイギリスおよびイタリアと敵対していたオスマン帝国と同盟し、ソマリアで反乱を起こしていたサイイド・ムハンマド・アブドゥラー・ハッサンに協力しようとした。
これらの政策を問題視した有力諸侯やエチオピア教会は、イヤスをイスラム教に改宗した背教者であると告訴したが、イヤスは背教者である事を否定した。イヤスが改宗したという具体的な証拠は無く、このため若干の議論はあったものの、最終的に教会はイヤスを破門し、次期の皇帝にザウディトゥを指名した。
イヤスはこの決定に服従せず、父の元へと逃げた。ミカエルは息子の味方をし、8万の軍を起こし、ザウディトゥやラス・タファリら中央政府と戦ったが、セガレの戦いで敗北した。ミカエルはその2年後に捕縛されほどなく死亡した。イヤスは逃げ延び、自らの支持者やウォロの住民とともに反乱を起こすも、鎮圧された。1921年、イヤスはラス・タファリによって捕らえられ、軟禁状態に置かれた。1928年、ザウディトゥは退位し、ラス・タファリがハイレ・セラシエ1世として即位した。
1930年、ザウディトゥは死去した。1931年、イヤスは軟禁された屋敷から脱走するも、すぐに捕らえられた。この脱走に皇帝ハイレ・セラシエは激怒し、皇帝に忠実な兵士たちにイヤスを厳重に監禁させた。1935年、イタリアによる第二次エチオピア侵攻の騒乱の中で、イヤスは死んだ。一説には、エチオピアの政治的混乱を狙ったイタリア王国軍がイヤスの復位を宣伝していたため、ハイレ・セラシエによって暗殺されたという。これを陰謀論ととる見解では、イヤスは獄中で病死したのだとする。